# حالت لوید-دیویس

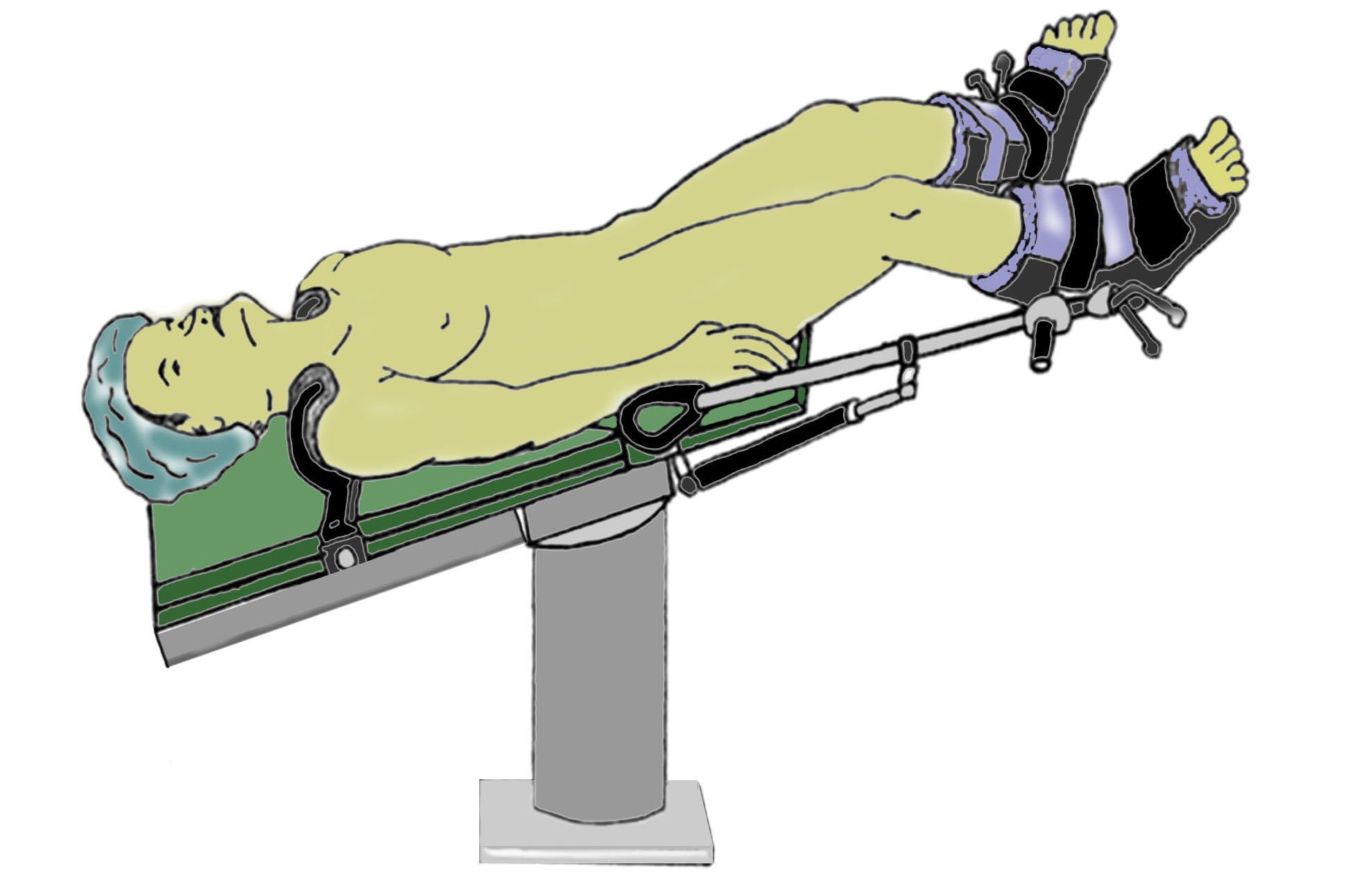
پوزیشن لوید-دیویس

پوزیشنلوید-دیویس(به انگلیسی: Lloyd-Davies position) از ترکیب پوزیشن لیتاتومی به همراه ترندلنبرگ حاصل می‌شود. زیرا جابجا شدن و دور شدن روده بزرگ از اجزای لگن، امکان دسترسی بهتری را برای جراح فراهم می‌نماید.
- بیمار به حالت خوابیده به پشت قرار گرفته سپس میله‌های مخصوص پوزیشن لیتاتومی بر روی تخت نصب شده و بیمار به حالت لیتاتومی قرار می‌گیرد و سپس تخت وضعیت ترندلنبرگ را به خود می‌گیرد.
- چنانچه همراه با لاپاراسکوپی، دیاترمی انجام شود، باید از جابجا کردن و افقی نمودن بیمار جلوگیری شود.

## عوارض
بر فشار داخل جمجمه‌ای تاثیر منفی دارد چراکه بر اثر جاذبه، خون در این نواحی تجمع بیشتری پیدا می‌کند.